# Riverhurst
Riverhurst es un pueblo canadiense situado en la provincia de Saskatchewan.

## Superficie
Riverhurst tiene una superficie de 1,01 km².

## Demografía
En 2021, tenía 152 habitantes, una densidad poblacional de 150,7 hab./km², y 131 viviendas.